# Erythronium pluriflorum
Erythronium pluriflorum là một loài thực vật có hoa trong họ Liliaceae. Loài này được Shevock, Bartel & G.A.Allen miêu tả khoa học đầu tiên năm 1990.